# 서구 (1988년 부산 선거구)
서구는 대한민국의 옛 국회의원 선거구이다. 당시 부산광역시 서구 지역을 관할했다.

## 역사
제13대 국회의원 선거를 앞두고 서구·사하구 선거구에서 서구 단독 선거구로 분리되면서 신설되었다.
제20대 국회의원 선거를 앞두고 부산 원도심 지역의 선거구가 개편됨에 따라 중구·동구 선거구 중 동구 지역과 통합되어 서구·동구 선거구를 이루게 됨에 따라 폐지되었다.

## 역대 국회의원
| 선거   | 정당 | 정당       | 의원   |
| ------ | ---- | ---------- | ------ |
| 1988년 |      | 통일민주당 | 김영삼 |
| 1992년 |      | 민주자유당 | 곽정출 |
| 1996년 |      | 신한국당   | 홍인길 |
| 1998년 |      | 한나라당   | 정문화 |
| 2000년 |      | 한나라당   | 정문화 |
| 2004년 |      | 한나라당   | 유기준 |
| 2008년 |      | 무소속     | 유기준 |
| 2012년 |      | 새누리당   | 유기준 |

## 역대 선거 결과

### 대한민국 제13대 국회의원 선거
|  | 66.48% |

|  | 30.34% |

|  | 1.50% |

|  | 1.01% |

|  | 0.66% |

### 대한민국 제14대 국회의원 선거
|  | 65.44% |

|  | 13.62% |

|  | 11.31% |

|  | 9.61% |

### 대한민국 제15대 국회의원 선거
|  | 54.43% |

|  | 23.66% |

|  | 7.17% |

|  | 6.04% |

|  | 3.48% |

|  | 2.37% |

|  | 1.72% |

|  | 0.54% |

|  | 0.53% |

### 1998년 대한민국 재보궐선거
|  | 38.1% |

|  | 20.5% |

|  | 13.9% |

|  | 8.2% |

|  | 7.2% |

|  | 7.1% |

|  | 1.6% |

|  | 1.5% |

|  | 1.3% |

|  | 0.6% |

### 대한민국 제16대 국회의원 선거
|  | 48.34% |

|  | 20.20% |

|  | 13.03% |

|  | 12.60% |

|  | 3.88% |

|  | 1.92% |

### 대한민국 제17대 국회의원 선거
|  | 45.01% |

|  | 30.68% |

|  | 18.76% |

|  | 3.97% |

|  | 1.07% |

|  | 0.48% |

### 대한민국 제18대 국회의원 선거
|  | 55.53% |

|  | 40.49% |

|  | 3.97% |

### 대한민국 제19대 국회의원 선거
|  | 55.07% |

|  | 29.38% |

|  | 15.54% |